# تاکومی موریکاوا
تاکومی موریکاوا (انگلیسی: Takumi Morikawa؛ زادهٔ ۱۱ ژوئیهٔ ۱۹۷۷) بازیکن فوتبال اهل ژاپن است.
از باشگاه‌هایی که در آن بازی کرده‌است می‌توان به باشگاه فوتبال کاشیوا ریسول، باشگاه ورزشی ژوونتود، باشگاه فوتبال کاوازاکی فرونتال، و باشگاه فوتبال کونسادول ساپورو اشاره کرد.